# フセヴォロドス・ゼリョニース
フセヴォロドス・ゼリョニース（Vsevolods Zeļonijs、1973年2月23日 - ）は、ラトビアのリガ出身の柔道選手。階級は73kg級。身長172cm。

## 人物
7歳の時にサンボを始めると、その後に柔道も始めた。ジュニアの頃は65kg級の選手として活躍していた。19歳の時にはヨーロッパ選手権で2位となり1992年バルセロナオリンピックにも出場するが、初戦で敗れた。1993年から本格的に階級を71kg級に上げるが、1996年アトランタオリンピックには出場できなかった。1997年の世界選手権では準決勝で地元フランスのクリストフ・ガグリアーノに合技で敗れるが3位となった。2000年のシドニーオリンピック73kg級では準々決勝でイタリアのジュゼッペ・マッダローニに注意で敗れるが、敗者復活戦を勝ち上がってラトビアの柔道選手として初となる銅メダルを獲得した。その後、2004年アテネオリンピックと2008年北京オリンピックにも出場するが、ともに初戦で敗れた。現在はラトビア柔道連盟事務総長とラトビアサンボ連盟の副会長を務めている。

## 主な戦績
65kg級での戦績
- 1992年 - ヨーロッパ選手権　2位
- 1992年 - ヨーロッパジュニア　3位
- 1993年 - ヨーロッパ選手権　2位

71kg級での戦績
- 1993年 - ヨーロッパジュニア　3位
- 1994年 - ポーランド国際　3位
- 1994年 - グッドウィルゲームズ　2位(65kg級)
- 1995年 - ロシア国際　5位
- 1995年 - ヨーロッパ選手権　2位(65kg級)
- 1996年 - ロシア国際　5位
- 1997年 - ポーランド国際　2位
- 1997年 - 世界選手権　3位

73kg級での戦績
- 1998年 - ロシア国際　3位
- 1999年 - ロシア国際　5位
- 1999年 - フランス国際　3位
- 1999年 - ポーランド国際　2位
- 2000年 - ロシア国際　3位
- 2000年 - オーストリア国際　3位
- 2000年 - ポーランド国際　2位
- 2000年 - シドニーオリンピック　3位
- 2001年 - ドイツ国際　5位
- 2001年 - グランプリモスクワ　3位
- 2002年 - エストニア国際　優勝
- 2002年 - チェコ国際　3位
- 2002年 - ヨーロッパ選手権　3位
- 2002年 - グランプリモスクワ　3位
- 2003年 - エストニア国際　優勝
- 2004年 - ヨーロッパ選手権　3位
- 2005年 - エストニア国際　3位
- 2005年 - ヨーロッパ選手権　5位
- 2007年 - ルーマニア国際　優勝
- 2007年 - イギリス国際　5位
- 2008年 - オーストリア国際　5位
- 2008年 - エストニア国際　5位